# Göran Tunhammar
Göran Magnus Tunhammar, född 22 december 1946, var landshövding i Skåne län från 1 juli 2006 till 31 augusti 2012. Han var chef för SAF och Svenskt Näringsliv 1990-2003 och var aktiv för ett ja i EMU-omröstningen. Tunhammar studerade på universitetet i Lund.
Till följd av att han under dramatiska former stoppade en internrevisors granskning av länsstyrelsens personalchef Helena Jellinek i mars 2007 fick han hård kritik av Riksrevisionen för sitt agerande.
Tunhammar invaldes 1996 som ledamot av Ingenjörsvetenskapsakademien.